# 埃爾瑟巴赫河 (魯爾河支流)
51°25′36.15″N 7°33′39.01″E / 51.4267083°N 7.5608361°E

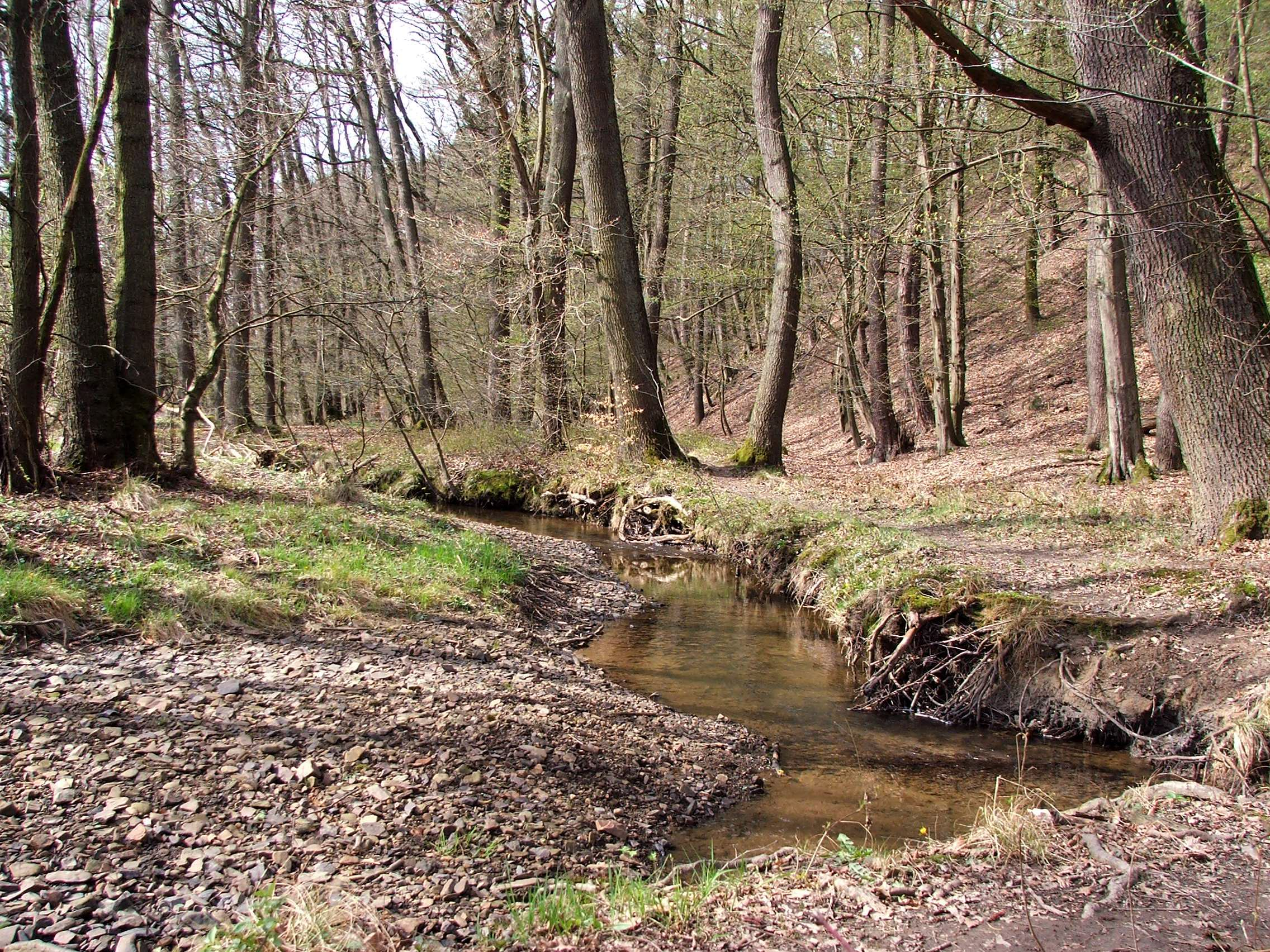

埃爾瑟巴赫河（德語：Elsebach），是德國的河流，位於該國西部，流經北萊茵-威斯特法倫州，屬於魯爾河的左支流，河道全長6公里，流域面積17.6平方公里。